# Виденборстель
Виденборстель (нем. Wiedenborstel) — община в Германии, в земле Шлезвиг-Гольштейн.
Входит в состав района Штайнбург. Подчиняется управлению Келлингхузен-Ланд. Население составляет 5 человек (на 31 декабря 2007 года). Занимает площадь 4,52 км².
Все 5 жителей Виденборстеля являются родственниками. Посёлок Виденборстель является самой маленькой по числу жителей самостоятельной административной единицей в Германии. Он имеет местное самоуправление, представляемое собранием жителей поселка (Gemeindeversammlung), и бургомистра, фрау Хайди Леммерборк.

## Население
| Год  | Численность |
| ---- | ----------- |
| 2007 | 5           |

| Год  | Численность | Численность |
| ---- | ----------- | ----------- |
| 1975 | 9           | [ 4 ]       |
| 2017 | 11          | [ 1 ]       |
| 2019 | 11          | [ 5 ]       |
| 2021 | 11          | [ 6 ]       |
| 2022 | 10          | [ 7 ]       |
| 2023 | 10          | [ 2 ]       |